# Lučané

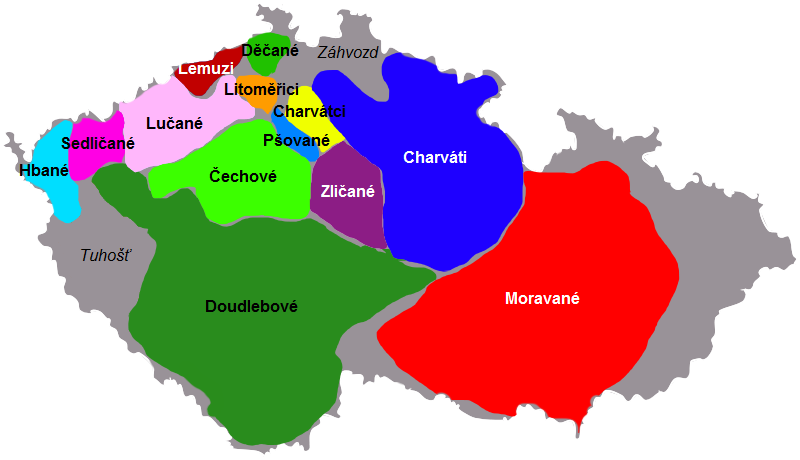
Lučané na mapě s ostatními kmeny v hranicích moderní České republiky

Lučané byli jedním z bájných českých kmenů sídlící před vznikem přemyslovského knížectví na území zvaném Lucko, se střediskem v Žatci. Jsou známí především z pověsti o Lucké válce. Mohli existovat v 9. až 10. století, možná přežívali až do 12. století.

## Prameny
Písemné doklady z doby, kdy měl tento kmen samostatně existovat, nemáme. O Lucku a Lučanech se zmiňuje první díl Kosmovy kroniky, odkud pochází většina informací.
Vladimír Karbusický přišel s teorií, že Kosmas při zápisu pověsti vycházel ze staršího zdroje, kterým má být dnes ztracená staročeská hrdinská píseň.

## Území
Lucké území se podle ní rozkládalo podél řeky Ohře. Sousedilo na východě u dnešních Lovosic s územím Litoměřiců. Hranice s kmenem Čechů by pak zřejmě běžela zhruba podél řeky Ohře až k Žatci a poté směrem na jih k řece Mži. Není jasné, kde by měla být západní hranice Lucka, ale dá se předpokládat, že by pod vládu Lučanů patřilo i dnešní Sokolovsko.[zdroj?] Kosmas ve své kronice uvádí, že národ Lučanů (natio Luczano), který se nyní – v Kosmově době – ponovu (a modernis) nazývá podle hradu Žatec (Satc) Žatčané (Satcenses), žil na území (provincia), které se rozdělovalo na pět krajin (regio), a dále tyto krajiny vyjmenovává: první kolem říčky Guntna, druhá kolem řeky Uzka, třetí kolem potoka Brocnica, čtvrtou krajinu nazývá Lesní (Silvana) a pátou je vlastní Lucko či Luka (Luca).
Kromě Žatce mělo být také významné hradiště Vlastislav nedaleko dnešních Třebenic. Dalším luckým hradištěm, po němž zbyl jen název místní čtvrti, byla Drahúš v dnešním městě Postoloprty.

## Dějiny
Lučané podle pověsti byli nepřátelé kmene Čechů a jejich vládců Přemyslovců. Podle Kosmy Lucko zaniklo za vlády knížete Neklana, jehož vojsko v lucké válce, konkrétně v bitvě u Turska, porazilo silnou luckou Vlastislavovu armádu. Pod vládou Přemyslovců ovšem Lučané zřejmě existovali dále, Kosmas o nich mluví jako o svých současnících.
Kosmas v lucké válce zřejmě popisoval historickou událost z doby pozdější než z období předbořivojovského, totiž pravděpodobně upevňování pozice knížete Boleslava I. po zavraždění bratra Václava. Ve Widukindově kronice se k roku 936 píše o intervenci saských a durynských jednotek v boji mezi Boleslavem a jiným "drobným knížetem" (subregulus). Kníže Boleslav měl durynský a posléze saský sbor porazit a při návratu vypálit hrad (urbs) onoho knížete. Tomu odpovídají i archeologické nálezy včetně datování ve Vlastislavi. 
O existenci samostatného kmene na severozápadě Čech soupeřícího s Čechy (Přemyslovci) se dnes pochybuje. Lučané se ale považují za jedno z českých knížectví.

## Ohlas
Pověst o lucké válce zpracoval Alois Jirásek ve svých Starých pověstech českých.
Česká blackmetalová skupina Maniac Butcher natočila v roce 1996 album Lučan Antikrist.
V okrese Louny byl vydáván Deník Lučan, dnes Žatecký a lounský deník vydavatelství Vltava-Labe-Press. V Žatci se vařilo pivo Lučan a stejně se jmenovalo i zdejší kino nebo vojenská tělovýchovná jednota.
Hudebník Oldřich Janota (1949 – 2024) složil píseň Bitva na Tursku, album Podzimní král, 2000 (CD, neprodejná příloha časopisu Stereo & Video, reedice nahrávek z let 1983 a 1984)
Lučan je také české příjmení.